# Station Leszczydół
Station Leszczydół is een spoorwegstation in de Poolse plaats Leszczydół-Nowiny.